# Diocesi di Cirene
La diocesi di Cirene (in latino: Dioecesis Cyrenensis) è una sede soppressa del patriarcato di Alessandria e una sede titolare della Chiesa cattolica.

## Storia
Cirene, le cui rovine si trovano nei pressi della città di Shahhat nel distretto di al-Jabal al-Akhdar in Libia, è un'antica sede episcopale della provincia romana della Libia Pentapolitana (Cirenaica), sottoposta alla giurisdizione del patriarcato di Alessandria.
Cirene è menzionata fin dagli albori del cristianesimo. Il vangelo ricorda un certo Simone di Cirene che aiutò Gesù a portare la croce al Golgota. Gli Atti degli Apostoli affermano che il giorno della Pentecoste, vi erano a Gerusalemme fedeli provenienti da Cirene (Atti 2,10). Secondo la tradizione della Chiesa copta, san Marco sarebbe originario di Cirene e avrebbe convertito molti suoi concittadini prima di fondare la Chiesa di Alessandria in Egitto. Ritornato a Cirene, Marco avrebbe consacrato il primo vescovo della città, san Lucio, che subì il martirio ad Alessandria, dopo una sommossa popolare il 25 aprile 68.
Dopo Lucio di Cirene, non vi è traccia di vescovi in quella regione prima della prima metà del IV secolo. Nel Martirologio romano si trova il nome di Teodoro, vescovo di Cirene, che fu martirizzato nel 302, un altro Teodoro assieme al diacono Ireneo e ai lettori Serapione e Ammonio subirono il martirio il 26 marzo 319. Uno dei martiri più famosi della persecuzione di Diocleziano era santa Cirilla, una nobile ragazza di Cirene. Nel IV secolo sono noti due vescovi di nome Filo (o Filone), zio e nipote. Rufo prese parte al brigantaggio di Efeso del 449. Leonzio infine visse all'epoca del patriarca Eulogio (580-607).
Il cristianesimo scomparve da Cirene con l'arrivo dell'islam a metà del VII secolo.
Dal XV secolo Cirene è annoverata tra le sedi vescovili titolari della Chiesa cattolica; la sede è vacante dal 19 febbraio 1983. Molti titolari, specialmente dal XV al XVII secolo, furono vescovi suffraganei dell'arcidiocesi di Colonia. Dal 1891 al 1903 il titolo fu duplicato con l'istituzione di una sede arcivescovile Cyrenaea, anch'essa localizzata in Libia.

## Cronotassi

### Vescovi greci
- San Lucio † (I secolo)
- San Teodoro † (menzionato nel 302)
- Filo I † (menzionato nel 370 circa)
- Filo II † (succeduto)
- Rufo † (menzionato nel 449)
- Leonzio † (menzionato nel 600 circa)

### Vescovi titolariCyrenenses
- Sigfried Piscator, O.P. † (7 marzo 1446 - 16 ottobre 1473 deceduto)
- Dionysius, O.P. † (15 maggio 1474 - 13 ottobre 1475 deceduto)
- Matthias Emich, O.Carm. † (16 agosto 1476 - 24 maggio 1480 deceduto)
- Heinrich Unkel, O.F.M. † (1481 - 22 gennaio 1482 deceduto)
- Johann Spender, O.F.M. † (4 novembre 1482 - 5 dicembre 1503 deceduto)
- Theodor Wichwael, O.S.A. † (2 agosto 1504 - 3 marzo 1519 deceduto)
- Jean Bourgeois † (1506 - ?)
- Quirin Op dem Veld von Willich † (25 ottobre 1521 - 9 novembre 1537 deceduto)
- Johann Nopel (Sr.) † (29 ottobre 1539 - 6 luglio 1556 deceduto)
- Johann Pennarius, O.F.M. † (6 ottobre 1557 - 11 settembre 1563 deceduto)
- Theobald Craschel † (5 maggio 1574 - 31 luglio 1587 deceduto)
- Laurentius Fabritius † (23 marzo 1588 - 22 luglio 1600 deceduto)
- Johann Nopel (Jr.) † (10 settembre 1601 - 6 gennaio 1605 deceduto)
- Theodor Riphan † (30 agosto 1606 - 14 gennaio 1616 deceduto)
- Gereon Otto von Gutmann zu Sobernheim † (13 luglio 1616 - 25 settembre 1638 deceduto)
- Tommaso Caracciolo, C.R. † (10 novembre 1631 - 30 marzo 1637 nominato arcivescovo di Taranto)
- Etienne Via † (20 aprile 1637 - 1º settembre 1650 deceduto)
- Thomas Lolli, C.R.M. † (19 settembre 1650 - 21 marzo 1667 deceduto)
- Mario Fani † (21 marzo 1667 - 16 febbraio 1682 deceduto)
- Stefano Giuseppe Menatti † (28 ottobre 1686 - 18 settembre 1694 nominato vescovo di Como)
- Giovanni Dominico Tomati † (30 marzo 1700 - 23 marzo 1711 deceduto)
- Prospero Marefoschi † (1º giugno 1711 - 3 febbraio 1721 nominato arcivescovo titolare di Cesarea di Cappadocia)
- Nicolas-Xavier Santamarie † (16 settembre 1726 - 26 agosto 1776 deceduto)
- Pier Luigi Galletti, O.S.B. † (28 settembre 1778 - 13 dicembre 1790 deceduto)
- Simone de Magistris, C.O. † (27 febbraio 1792 - 6 ottobre 1802 deceduto)
- Marcin von Siemieński † (8 marzo 1816 - 27 settembre 1831 deceduto)
- Antonio Canzi † (20 dicembre 1867 - 28 luglio 1878 deceduto)
- Achille Rinaldini † (28 febbraio 1879 - 17 dicembre 1880 deceduto)
- Pietro Cappellari † (6 maggio 1881 - 20 agosto 1901 deceduto)
- Aurelio Briante, O.F.M. † (23 luglio 1904 - 18 luglio 1929 deceduto)
- Amand-Théophile-Joseph Legrand, C.S.C. † (9 novembre 1929 - 10 aprile 1937 deceduto)
- James Francis Louis McIntyre † (16 novembre 1940 - 20 luglio 1946 nominato arcivescovo coadiutore di New York[2])
- Antonio di Tommaso † (8 febbraio 1947 - 2 marzo 1956 deceduto)
- Valérien Bélanger † (16 marzo 1956 - 19 febbraio 1983 deceduto)

### Arcivescovi titolariCyrenaei
- Louis Nazaire Bégin † (18 dicembre 1891 - 12 aprile 1898 succeduto arcivescovo di Québec)
- Felice Gialdini † (28 novembre 1898 - 23 novembre 1903 deceduto)